# سی و دومین دوره جشنواره بین‌المللی فیلم فجر
سی و دومین جشنواره بین‌المللی فیلم فجر از ۱۲ تا ۲۲ بهمن ۱۳۹۲ در تهران برگزار شد.
محسن شاه ابراهیمی، فرهاد توحیدی، محمد داوودی، مجتبی راعی، پرویز شهبازی، کیانوش عیاری، فرامرز قریبیان و هوشنگ گلمکانی اعضای هیئت داوران این جشنواره بودند.

## جوایز

### سودای سیمرغ
برندگان سیمرغ بلورین این دوره از جشنواره فیلم فجر به شرح زیر بوده است:
| بهترین فیلم | بهترین کارگردانی |
| --- | --- |

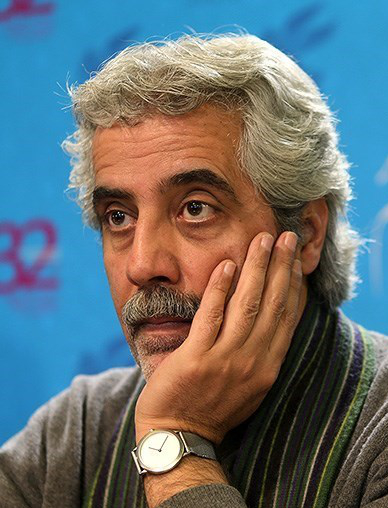
احمدرضا درویش، برنده سیمرغ بهترین کارگردانی

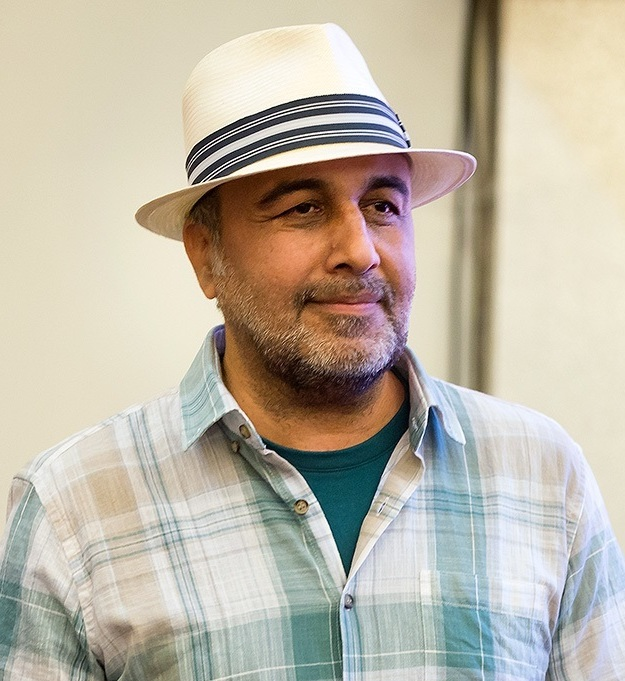
رضا عطاران، برنده سیمرغ بهترین بازیگر نقش اول مرد

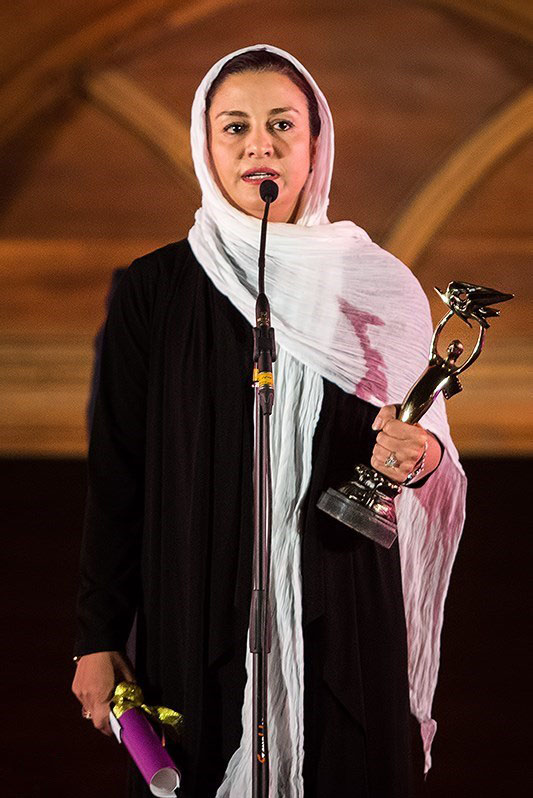
مریلا زارعی، برنده سیمرغ بهترین بازیگر نقش اول زن

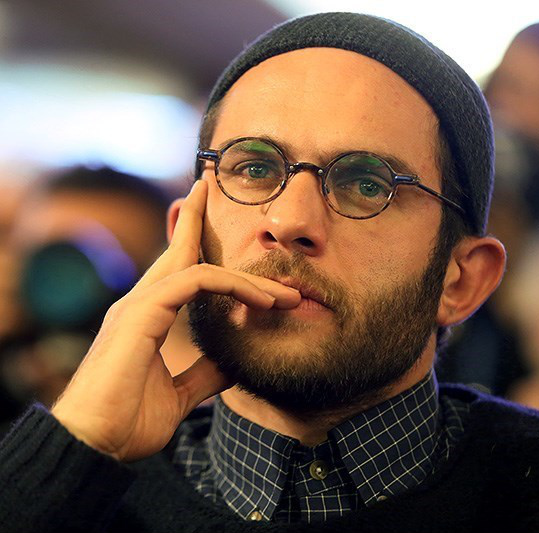
بابک حمیدیان، برنده سیمرغ بهترین بازیگر نقش مکمل مرد

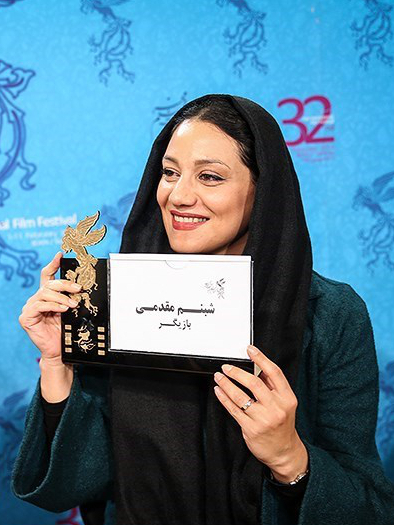
شبنم مقدمی، برنده سیمرغ بهترین بازیگر نقش مکمل زن

| - رستاخیز – تقی علیقلی زاده - آذر، شهدخت، پرویز و دیگران – سیدجمال ساداتیان - چ – ابراهیم حاتمی‌کیا و بنیاد سینمایی فارابی - شیار ۱۴۳ – محمدحسین قاسمی و ابوذر پورمحمدی - قصه‌ها – رخشان بنی‌اعتماد | - احمدرضا درویش – رستاخیز - بهروز افخمی – آذر، شهدخت، پرویز و دیگران - ابراهیم حاتمی‌کیا – چ - محمدمهدی عسگرپور – مهمان داریم - حمید نعمت‌الله – آرایش غلیظ                                        |
| بهترین بازیگر نقش اول مرد | بهترین بازیگر نقش اول زن |
| - رضا عطاران – طبقه هساث - آرش آصفی – رستاخیز - حامد بهداد – آرایش غلیظ - پرویز پرستویی – امروز - مهدی فخیم‌زاده – آذر، شهدخت، پرویز و دیگران - نوید محمدزاده – عصبانی نیستم | - مریلا زارعی – شیار ۱۴۳ - حسیبا ابراهیمی – چند متر مکعب عشق - ساره بیات – فصل فراموشی فریبا - رؤیا تیموریان – شیفتگی - سمیرا حسن‌پور – تمشک - باران کوثری – عصبانی نیستم                         |
| بهترین بازیگر نقش مکمل مرد | بهترین بازیگر نقش مکمل زن |
| - بابک حمیدیان – چ و رستاخیز (سیمرغ بلورین) - میلاد کی‌مرام – خط ویژه (دیپلم افتخار) - فرهاد اصلانی – قصه‌ها - اکبر عبدی – خواب‌زده‌ها - صبا گرگین‌پور – مردن به وقت شهریور | - شبنم مقدمی – امروز (سیمرغ بلورین) - هنگامه حمیدزاده – اشباح (دیپلم افتخار) - ملیکا شریفی‌نیا – اشباح (دیپلم افتخار) - سهیلا گلستانی – مهمان داریم - نعیمه نظام‌دوست – آذر، شهدخت، پرویز و دیگران |
| بهترین فیلمبرداری | بهترین فیلمنامه |
| - حسین جعفریان – رستاخیز - محمد آلادپوش – مهمان داریم - هومن بهمنش – امروز - مرتضی غفوری – چند متر مکعب عشق - علی‌محمد قاسمی – همه چیز برای فروش | - بهروز افخمی – آذر، شهدخت، پرویز و دیگران - سامان سالور – تمشک - پیمان قاسم‌خانی – طبقه هساث - مصطفی کیایی – خط ویژه - حسین مهکام – برف                                                          |
| بهترین موسیقی متن | بهترین تدوین |
| - استفان واربک – رستاخیز (سیمرغ بلورین) - کارن همایونفر – همه چیز برای فروش (دیپلم افتخار) - سهراب پورناظری – آرایش غلیظ - مسعود سخاوت دوست – شیار ۱۴۳ - علیرضا کهن‌دیری – میهمان داریم - پیمان یزدانیان – طبقه هساث | - مهدی حسینی‌وند – چ - نیما جعفری جوزانی – خط ویژه - حسن حسندوست – برف - مصطفی خرقه‌پوش – متروپل - هایده صفی‌یاری – عصبانی نیستم! - خشایار موحدیان – آرایش غلیظ                                     |
| بهترین جلوه‌های ویژه بصری | بهترین جلوه‌های ویژه میدانی |
| - سید هادی اسلامی – چ - بهنام خاکسار – طبقه هساث - امیر سحرخیز و کامران سحرخیز – عصبانی نیستم - سایمون فریم – رستاخیز | - حمیدرضا سلیمانی – چ و رستاخیز - رضا ترکمان – پنجاه قدم آخر - جواد شریفی‌راد و محسن روزبهانی – معراجی‌ها                                                                                          |
| بهترین چهره‌پردازی | بهترین طراحی صحنه و لباس |
| - سید محسن موسوی – رستاخیز - سودابه خسروی – شیار ۱۴۳ - محسن دارسنج – همه چیز برای فروش - سیدرسول سیدعربی – انارهای نارس - مهرداد میرکیانی – قصه‌ها - مهرداد میرکیانی – مهمان داریم | - شراره سروش – همه چیز برای فروش - مجید میرفخرایی – رستاخیز - آبتین برقی – چند متر مکعب عشق - عباس بلوندی – چ - حسن روح‌پروری – انارهای نارس                                                      |
| بهترین صدای فیلم | بهترین فیلم از نگاه تماشاگران |
| - صدابردار: بهمن اردلان / صداگذار: علیرضا علویان – چ - صدابردار: مهدی صالح‌کرمانی/ صداگذار: امیرحسین قاسمی – چند متر مکعب عشق - صدابردار: یدالله نجفی/ صداگذاران: جرمی‌پرایز، دن جانسون، ریچارد کانوی – رستاخیز - صدابردار: کامران کیان‌ارثی/ صداگذار: آرش قاسمی – شیار ۱۴۳ - صدابردار: نظام‌الدین کیایی/ صداگذار: محمدرضا دلپاک – عصبانی نیستم - صدابردار: محمد حبیبی/ صداگذار: حسین ابوالصدق – همه چیز برای فروش | - شیار ۱۴۳ (۳٫۳۳) - خط ویژه (۳٫۲۴) - چ (۳٫۱۵) - قصه‌ها (۳٫۱۵) - عصبانی نیستم! (۳٬۰۹) |
| بهترین فیلم از نگاه ملی | جایزه ویژه هیئت داوران |
| - ابراهیم حاتمی‌کیا و بنیاد سینمایی فارابی – چ | - نرگس آبیار – شیار ۱۴۳ - حمید نعمت‌الله – آرایش غلیظ |

### تقدیر ویژه
در این دوره از جشنواره از سید علی قائم مقامی مدیر تولید فیلم‌های چ و رستاخیز تقدیر شد.

### بیشترین نامزد و برنده
| تعداد نامزدی | فیلم                       |
| ------------ | -------------------------- |
| ۱۱           | رستاخیز                    |
| ۷            | چ                          |
| ۵            | آذر، شهدخت، پرویز و دیگران |
| ۵            | شیار ۱۴۳                   |
| ۵            | مهمان داریم                |
| ۴            | عصبانی نیستم               |
| ۴            | طبقه هساث                  |
| ۴            | همه چیز برای فروش          |
| ۴            | چند متر مکعب عشق           |
| ۴            | آرایش غلیظ                 |
| ۳            | امروز                      |
| ۳            | قصه‌ها                      |
| ۳            | خط ویژه                    |
| ۲            | انارهای نارس               |
| ۲            | اشباح                      |
| ۲            | برف                        |

| جایزه | فیلم                       |
| ----- | -------------------------- |
| ۸     | رستاخیز                    |
| ۵     | چ                          |
| ۲     | آذر، شهدخت، پرویز و دیگران |

### نگاه نو
| بهترین فیلم | بهترین کارگردانی |
| --- | --- |
| - چند متر مکعب عشق - تراژدی - حق سکوت - خانه‌ای کنار ابرها - سیزده - ملبورن | - جمشید محمودی – چند متر مکعب عشق - نیما جاویدی – ملبورن - هومن سیدی – سیزده - آزیتا موگویی – تراژدی - محمدهادی نائیجی – حق سکوت - برزو نیک‌نژاد – ناخواسته |
| بهترین فیلم‌نامه | |
| - محمدهادی نائیجی – حق سکوت - بهروز افخمی – پایان خدمت - سیدجلال دهقانی اشکذری – خانه‌ای کنار ابرها - هومن سیدی – سیزده - رضا کریمی – تراژدی - جمشید محمودی – چند متر مکعب عشق | |

### سینما حقیقت (مسابقه آثار مستند)
- سیمرغ بلورین بهترین فیلم

مرتضی رزاق کریمی برای فیلم «خاطراتی برای تمام فصول»
- سیمرغ بلورین بهترین کارگردانی

محسن استادعلی برای فیلم «جایی برای زندگی»
- سیمرغ بلورین بهترین پژوهش و متن

غلامرضا نعمت‌پور برای فیلم «گونگادین به بهشت نمی‌رود»
- جایزه ویژه هیئت داوران به بهترین دستاورد فنی یا هنری

مهدی نورمحمدی برای تصویربرداری در پناه بلوط

### جام جهان‌نما (مسابقه سینمای بین‌الملل)
برندگان بخش جام جهان‌نما به این شرح اعلام شد
- سیمرغ بلورین بهترین فیلم

مارک بری برای تهیه‌کنندگی فیلم «جهان تازه» از هلند
- سیمرغ بلورین بهترین کارگردانی

ریس چلیک برای کارگردانی فیلم «شب سکوت» از ترکیه
- سیمرغ بلورین بهترین فیلمنامه

نویسندگان فیلم‌نامه «حلقه‌ها» سردان گلوبوویچ، سریان کولیویچ، میلنا پوتا کولیویچ محصول مشترک صربستان، فرانسه، آلمان، اسلوونی و کرواسی
- سیمرغ بلورین بهترین بازیگر زن

بیانکا کریکزمن برای فیلم «جهان تازه» از هلند
- سیمرغ بلورین بهترین بازیگر مرد

ایساکا ساوادوگو برای فیلم «جهان تازه» از هلند
- سیمرغ بلورین جایزه ویژه هیئت داوران

یوری بایکوف کارگردان فیلم «سرگرد» از روسیه
- سیمرغ بلورین بهترین فیلم آسیایی

محمدمهدی عسگرپور برای کارگردانی فیلم مهمان داریم از ایران
- سیمرغ بلورین جایزه ویژه بین‌الملل

ابراهیم حاتمی‌کیا برای نویسندگی و کارگردانی فیلم چ از ایران

### سینمای سعادت (فیلم‌سازان جهان اسلام)
برندگان بخش سینمای سعادت (فیلم‌سازان جهان اسلام) به این شرح اعلام شد.
- دیپلم افتخار بهترین دستاورد فنی هنری

محمود بهرازنیا برای فیلم «شاهزاده» محصول مشترک آلمان و افغانستان
- دیپلم افتخار بهترین فیلم‌نامه

باختیگور کریم‌اف برای فیلم‌نامه فیلم «آیینه مات» از تاجیکستان و همچنین فیصل سوئیسال برای فیلم‌نامه فیلم «تقاطع» از ترکیه
- سیمرغ بلورین بهترین فیلم‌نامه

زازا یوروشاتزه برای فیلم‌نامه فیلم «فصل برداشت» از گرجستان و استونی
- سیمرغ بلورین بهترین کارگردانی

هانی ابواسد برای کارگردانی فیلم «عمر» از فلسطین
- سیمرغ بلورین جایزه ویژه هیئت داوران

امیر بایگازین نویسنده و کارگردان فیلم «درس‌های هم‌آوازی» محصول مشترک قزاقستان، فرانسه و آلمان
- جایزه مصطفی عقاد (بیرق طلایی)

احمدرضا درویش نویسنده و کارگردان فیلم روز رستاخیز از ایران
- سیمرغ بلورین بهترین فیلم

زازا یوروشاتزه و ایوو فلت برای فیلم «فصل برداشت» از گرجستان و استونی
- سیمرغ بلورین موسیقی متن

استفان واربک برای موسیقی متن فیلم روز رستاخیز از ایران

### مسابقه تبلیغات
| بهترین پوستر | بهترین تیزر و آنونس |
| --- | --- |
| - بهزاد خورشیدی – سر به مهر (سیمرغ بلورین) - امیرشیبان خاقانی – دربند (دیپلم افتخار) - محمدحسین هوشمندی – پل چوبی - جواد آتشباری – روز روشن - بهزاد خورشیدی – حوض نقاشی | - مانی حقیقی– پذیرایی ساده (سیمرغ بلورین) - حسین جمشیدی گوهری و محمد شاه‌حسینی– سر به مهر (دیپلم افتخار) - رامبد جوان – خسته نباشید! - امیرشیبان خاقانی – جیب‌بر خیابان جنوبی - سمیه میرشمسی – پله آخر |
| بهترین عکس | |
| - جواد جلالی – برلین ۷- - علی نیک‌رفتار – فرزند چهارم - سید عبدالحسین نواب موسوی – تنهای تنهای تنها - حبیب مجیدی – من و زیبا - حبیب مجیدی – بشارت به یک شهروند هزاره سوم | |

## بزرگداشت‌ها
- زنده یاد هما روستا، بازیگر
- جهانگیر میرشکاری، صدابردار
- مهدی هاشمی، بازیگر
- زنده یاد جواد شریفی‌راد، مدیر جلوه‌های ویژه میدانی

## فهرست فیلم‌ها

### فهرست فیلم‌های بخش مسابقه سینمای ایران (سودای سیمرغ)
1. آذر، شهدخت، پرویز و دیگران ساختهٔ بهروز افخمی
2. آرایش غلیظ ساختهٔ حمید نعمت اله
3. اشباح ساختهٔ داریوش مهرجویی
4. امروز ساختهٔ رضا میرکریمی
5. انارهای نارس ساختهٔ محمدرضا مصطفوی
6. برف ساختهٔ مهدی رحمانی
7. بیگانه ساختهٔ بهرام توکلی
8. پنجاه قدم آخر ساختهٔ کیومرث پوراحمد
9. تمشک ساختهٔ سامان سالور
10. چ ساختهٔ ابراهیم حاتمی کیا
11. چند متر مکعب عشق ساختهٔ جمشید محمودی
12. خط ویژه ساختهٔ مصطفی کیایی
13. خواب‌زده‌ها ساختهٔ فریدون جیرانی
14. رد کارپت ساختهٔ رضا عطاران
15. رستاخیز ساختهٔ احمدرضا درویش
16. زندگی جای دیگری است ساختهٔ منوچهر هادی
17. شهابی از جنس نور ساختهٔ محمد رضا اسلاملو
18. شیار ۱۴۳ ساختهٔ نرگس آبیار
19. شیفتگی ساختهٔ علی زمانی عصمتی
20. طبقه حساس ساختهٔ کمال تبریزی
21. عصبانی نیستم ساختهٔ رضا درمیشیان
22. فصل فراموشی فریبا ساختهٔ عباس رافعی
23. قصه‌ها ساختهٔ رخشان بنی اعتماد
24. گنجشکک اشی‌مشی ساختهٔ وحید نیکخواه آزاد، مسعود کرامتی وغلامرضا رمضانی
25. متروپل ساختهٔ مسعود کیمیایی
26. مردن به وقت شهریور ساختهٔ هاتف علیمردانی
27. مهمان داریم ساختهٔ محمد مهدی عسگرپور
28. همه چیز برای فروش ساختهٔ امیرحسین ثقفی
29. کلاشینکف ساختهٔ سعید سهیلی
30. خانه پدری (خارج از مسابقه) ساختهٔ کیانوش عیاری
31. زندگی مشترک آقای محمودی و بانو (خارج از مسابقه) ساختهٔ روح‌الله حجازی
[۶]

### مسابقه فیلم‌های اول (نگاه نو)
1. ارسال یک آگهی تسلیت برای روزنامه ساختهٔ ابراهیم ابراهیمیان
2. با دیگران ساختهٔ ناصر ضمیری
3. پایان خدمت ساختهٔ حمید زرگرنژاد
4. پنج ستاره ساختهٔ مهشید افشارزاده
5. تراژدی ساختهٔ آزیتا موگویی
6. حق سکوت ساختهٔ محمد هادی نائیجی
7. خانه‌ای کنار ابرها ساختهٔ سیدجلال دهقانی اشکذری
8. خانوم ساختهٔ تینا پاکروان
9. دو ساعت بعد مهرآباد ساختهٔ علیرضا فرید
10. رنج و سرمستی ساختهٔ جهانگیر الماسی
11. روزگاری عشق و خیانت ساختهٔ داود بیدل
12. زمستان آخر ساختهٔ سالم صلواتی

۱۳-سیزده ساختهٔ هومن سیدی

۱۴-عاشق‌ها ایستاده می‌میرند ساختهٔ شهرام مسلخی

۱۵-فردا ساختهٔ ایمان افشاریان و مهدی پاکدل

۱۶-فرشته‌ها با هم می‌آیند ساختهٔ حامد محمدی

۱۷-لامپ ۱۰۰ ساختهٔ سعید آقاخانی

۱۸-ملبورن ساختهٔ نیما جاویدی

۱۹-ناخواسته ساختهٔ برزو نیک‌نژاد

### فهرست فیلم‌های بخش مستند
برای گونگادین بهشت نیست، سید غلامرضا نعمت‌پور

رژیستور عقب مخاطب می‌گردد، سید وحید حسینی

نرمین تولیچ:بازیگر، محمدرضا عباسیان
در پناه بلوط، مهدی نورمحمدی

باد بر باغ نظر، پویان کاظمی

جایی برای زندگی، محسن استادعلی

لطفاً بوق بزنید، رضا فرهمند

زنجموره، محمد حسن دامن زن

خانه سیمین و جلال، پریسا عشقی

خواب ابراهیم، محمود کریمی

ابرها در راهند، محمدعلی فارسی

نیمروز مکران، ماکان عاشوری

حیات در رگ‌های سرد، فتح اله امیری

فیلم ناتمامی برای دخترم سمیه، مرتضی پایه‌شناس

خاطراتی برای تمام فصول، مصطفی رزاق کریمی

شش قرن و شش سال، مجتبی میرطهماسب

ساعت صفر، آزاده نوزاد مقدم- حسین سلامت

شناسنامه، سید محمدرضا هاشمیان

ملخی غول شد، محمدتقی فهیم

بیوک آقا، علیرضا انصاریان

صورت‌های ابریشمی، اکبر ناظمی

## کشورهای شرکت‌کننده
- آلمان
- آمریکا
- استونی
- افغانستان
- ایران
- ترکیه
- دانمارک
- روسیه
- صربستان
- عراق
- فرانسه
- قزاقستان
- کرواسی
- گرجستان
- لهستان
- مجارستان
- مراکش
- هلند

## واکنش‌ها و حواشی
- دکتر حسن روحانی در پیامی به مناسبت آغاز سی‌ودومین دوره جشنواره فیلم فجر، نوشت: خواستهٔ این برادر کوچکتان این است که از آنچه پشت سر گذاشته‌ایم فاصله بگیریم، دوران جدیدی آغاز شده و وقت آن است که با کرامت، ار آنچه پیش از این در حوزهٔ سینما گذشته، بگذریم؛ اگر چه آن عبرت‌ها را هرگز فراموش نخواهیم کرد.[۹]
- سید محمد غرضی سه شنبه ۱۶ بهمن برای بازدید از جشنواره به محل برگزاری جشنواره رفت و پس از دیدار با اهالی رسانه به تماشای فیلم با دیگران ساخته ناصر ضمیری نشست.[۱۰]
- محمدرضا عارف عضو مجمع تشخیص مصلحت نظام۱۶ بهمن به همراه همسرش در کاخ جشنواره حضور یافت.

«دکتر عارف» پس از استقبال مدیران ستاد جشنواره به تماشای فیلم مستند «شش قرن و شش سال» ساخته مجتبی میرطهماسب نشست.
- آیت الله مکارم شیرازی گفت:جای تاسف است که فیلم‌های آنچنانی و کذایی در جشنواره فیلم فجر به نمایش گذاشته می‌شود و به گونه‌ای منعکس می‌کنند که انگار تنها میوه دهه فجر، فیلم و تئاتر فجر است و این بزرگ نمایی بیش از اندازه درست نیست. وی اظهار کرد: صاحب‌نظران از جهت تاریخی، سیاسی و دیگر ابعاد انقلاب را مورد تحلیل قرار دهند و نباید آن را در فاز آنچنانی و فیلم‌های کذایی خلاصه کنند.[۱۲]
- سعید راد در مراسم افتتاحیه جشنواره فیلم فجر از بهروز وثوقی و محمدعلی فردین، بازیگران دوران قبل از انقلاب ایران تجلیل کرد و آن‌ها را «ستون‌های بازیگری سینمای ایران» خواند. این کار باعث ایجاد واکنش‌های متفاوتی شد.

محمدجعفر منتظری رئیس دیوان عدالت اداری با طرح این پرسش که «چرا باید در نظام جمهوری اسلامی از چنین افرادی تجلیل کرد» یادآور شد: «بعد از ۳۵ سال در یک جشنواره رسمی و با هزینه بیت‌المال از افراد فاسد تجلیل کردند و این در حالی بود که وزیر ارشاد به جای برخورد با این عناصر برای آن‌ها کف زده که این کار برخلاف اصول کلی نظام و انقلاب است.
- قرار بود همچون سال‌های قبل حسین پاکدل از مسوولین عالی‌رتبه و همچنین مجری سال‌های گذشته در صداوسیما اجرای برنامه اختتامیه را بر عهده داشته باشد، اما ناگهان او از این کار به دلیل ممنوع‌التصویری در تلویزیون کنار گذاشته شد. و اجرای برنامه به محمدرضا شهیدی‌فرد محول شد؛[۱۴] تغییر مجری، اجرای ضعیف و حرفهای کنایه آمیز شهیدی‌فرد به هنرمندان در رسانه‌ها بازتاب فراوانی داشت.[۱۵]
- هنگام پخش مستقیم مراسم پایانی سی‌ودومین جشنواره بین‌المللی فیلم فجر از شبکه نمایش، هنگامی‌که محسن دارسنج، جایزه دیپلم افتخار بهترین چهره‌پردازی را برای فیلم «همه چیز برای فروش» دریافت کرد، آن را به فیلم «آشغال‌های دوست‌داشتنی» ساخته محسن امیریوسفی تقدیم کرد که امسال بنا بر آنچه که ازسوی دبیر جشنواره «ملاحظات» عنوان شد، از این جشنواره کنار گذاشته شد. در این هنگام زمانی‌که دارسنج در کلام خود به کلمه «آشغال‌ها» رسید، تلویزیون پخش مستقیم مراسم را برای دقایقی قطع کرد. این اتفاق موجب شد وقتی‌که پخش مستقیم مراسم مجدداً به آنتن تلویزیون بازگشت، از پوشش اهدای سیمرغ بلورین بهترین چهره‌پردازی جا بماند.[۱۶]